# Giáo hoàng Piô XII và Trung Quốc
Giáo hoàng Piô XII và Trung Quốc nói về quan hệ giữa tòa thánh và Trung Quốc từ 1939-1958. Nó bắt đầu từ sự công nhận những lễ nghi của Trung Quốc bởi tòa thánh vào năm 1939, việc phong chức hồng y Trung Quốc đầu tiên vào năm 1946, sự hình thành hệ thống cấp bậc trong giới tu hành công giáo Rôma, sự đàn áp tôn giáo và hủy bỏ nhà thờ công giáo Rôma đầu thập niên 1950 và việc thiết lập một nhà thờ Trung Quốc yêu nước, theo xã hội chủ nghĩa, và độc lập với Vatican vào năm 1957.

## Nghi thức Trung Quốc
Trong hàng trăm năm, những hoạt động của Giáo hội Công giáo Rôma ở Trung Quốc gặp nhiều khó khăn vì nó không công nhận những phong tục Nho giáo thờ cúng ông bà, người thân đã mất. Đối với người Trung Quốc đây là một nghi thức cổ truyền, nhưng đối với Giáo hội Công Giáo, đó là một lễ nghi mà có xung đột với giáo lý Công giáo. Vì vậy Giáo hội Công giáo ít phát triển ở Trung Quốc. Ngay trong năm đầu khi được bầu, Giáo hoàng Piô XII đã thay đổi chính sách lớn lao. Theo sự yêu cầu của ông, giáo triều Rôma đã ban ra một chỉ thị mới vào ngày 8 tháng 12 năm 1939, theo đó những phong tục Trung Quốc không còn được xem là mê tín nữa, mà coi đó là một cách tôn kính để bày tỏ sự kính trọng họ hàng và như vậy được cho phép cho những người theo đạo Công giáo Rôma thực hành. Sắc lệnh của giáo hoàng đã thay đổi tình trạng tu hành ở Trung Quốc, và chính phủ Quốc gia Trung Quốc đã thiết lập quan hệ ngoại giao với tòa thánh Vatican trong tháng 6 năm 1942, và vị sứ thần đầu tiên đã trình quốc thư vào tháng 1 năm 1943. Khi Giáo hội Công giáo bắt đầu phát triển mạnh mẽ, Pius cho thành lập hàng giáo phẩm địa phương và vinh thăng tước vị Hồng y cho tổng giám mục Tôma Điền Canh Tân (Thomas Tien Ken-sin) SVD  và sau trao cho ông lãnh đạo Tổng giáo phận Bắc Kinh.

## Giáo hội 1949
Sau thế chiến thứ hai, khoảng 4 triệu người Trung Quốc theo đạo Công giáo Rôma. Con số tuy ít hơn 1% của dân số, nhưng nó gia tăng rất nhanh. 1949, có khoảng 20 tổng giáo phận, 39 Phủ doãn Tông Tòa (apostolic prefectures), 3080 nhóm truyền bá đạo ngoại quốc, và 2557 linh mục Trung Quốc.
Việc thành lập chính phủ cộng sản 1949 đã làm những tiến triển ngưng hẳn lại, đưa tới sự đàn áp hàng ngàn người tu hành và trung thành ở Trung Quốc. Một nhà thờ Trung Quốc yêu nước được thành lập. Từ lúc đó, nhà thờ Công giáo bị đàn áp, chỉ còn lại một nhóm rất nhỏ so với con số trước đó, và chỉ hoạt động bí mật. Sự mất mát rất đáng kể. Thí dụ, vào năm 1948, nhà thờ công giáo điều hành 254 nhà trẻ mồ côi và 196 nhà thương với 81628 giường bệnh.

## Đàn áp
Ngày 1 tháng 10 năm 1949, Mao Trạch Đông chính thức tuyên bố thành lập nước Cộng hòa Nhân dân Trung Quốc. Hiến pháp nước này có từ tháng 9 năm 1949 bảo đảm tất cả mọi tự do, bao gồm cả quyền tự do tôn giáo và đã cấm kỳ thị những người theo đạo. Tuy nhiên, nhà cầm quyền, theo đuổi chủ nghĩa Marxist, có ác cảm với tôn giáo và đã ủng hộ trừ tiệt nó. Đảng cộng sản nhanh chóng cho là đạo giáo cũng ngang hàng với sự trung thành về chính trị và ý thức hệ, và đặc biệt có ác cảm với những tổ chức tôn giáo mà họ không thể kiểm soát được.
Tại các thành phố Trung Quốc, có sự khoan dung đối với các nhà thờ Kitô. Nhưng ở các vùng nông thôn, đàn áp bắt đầu vào năm 1950. Những luật mới được ban ra để chống lại các hoạt động phản cách mạng từ 23 tháng 7 năm 1950 và tháng 2 năm 1951  tạo ra những công cụ hợp pháp để chống lại "kẻ thù nhân dân". Các tu sĩ công giáo Rôma càng ngày càng bị giám sát. Giám mục và linh mục bị buộc phải làm những việc tay chân thấp kém để sinh sống.
Khi cuộc chiến tranh Triều Tiên bùng nổ, cuộc chiến mà những quốc gia phương Tây như Hoa Kỳ đóng một vai trò chính yếu, các nhóm truyền đạo ngoại quốc, đa số là người Tây phương, bị cáo buộc là gián điệp ngoại quốc, sẵn sàng đưa đất nước vào tay các thế lực đế quốc. Họ bị trục xuất ra khỏi nước, và cho đến bây giờ cũng không được cho phép trở lại; tất cả các tài sản các nhóm truyền bá bị tịch thu. Quyết định không giam giữ hay hành quyết vì sợ sẽ gây ra một cuộc chiến tranh quốc tế giữa Trung Quốc và các thế lực phương Tây. Hành động này tượng trưng cho sự giải phóng Trung Quốc từ các đế quốc ngoại bang.

### Phong trào tự lập
'Ủy ban dự bị của phong trào cải tổ 3 tự lập chống Mỹ và giúp đỡ Triều Tiên của nhà thờ Kitô' được thành lập với mục đích vạch mặt các nhóm truyền bá đạo phương Tây ở Trung Quốc. Tất cả các nhà thờ bị đòi hỏi phải cáo buộc các nhóm truyền bá đạo ngoại quốc là nguy hiểm (mặc dù họ đã làm việc chung với nhau hàng chục năm). Những người Kitô Trung Quốc mà từ chối tuân theo bị ép buộc phải theo học những khóa chính trị.
YT Wu vào tháng 7 năm 1950 đã dẫn đầu một phái đoàn đại diện cho 19 nhà thờ Tin lành gặp mặt thủ tướng Chu Ân Lai, và trong cuộc họp mặt này đã soạn thảo một bài phát biểu kêu gọi người Kitô hãy ủng hộ chính quyền. Điều này đưa tới việc thành lập một 'phong trào 3 tự lập yêu nước' và sự cắt đứt tất cả các ràng buộc ngoại quốc với các cộng đồng Kitô ở Trung Quốc. YT Wu sau này trở thành chủ tịch tổ chức 3 tự lập vào năm 1954. 
Chính sách nhà cầm quyền cấm các thực thể đạo giáo Trung Quốc nằm dưới quyền kiểm soát của các thực thể ngoại quốc. Điều này gây khó khăn đặc biệt cho nhà thờ công giáo Rôma, vì giáo hoàng được xem là một đối tượng ngoại quốc.
Nhà thờ công giáo Rôma được xem là đặc biệt đe dọa vì hệ thống cấp bực của nó, mạng lưới quốc gia và khả năng ngăn chận sự xâm nhập của chính quyền. Nhà nước đòi hỏi người công giáo phải thề trung thành hoàn toàn với chính quyền, thay thế cho sự trung thành với giáo hoàng; không được phép trung lập.
Giáo hoàng Piô XII trả lời những tấn công và đàn áp này trong những thông điệp gởi các hồng y, bày tỏ những lo ngại về sự truyền đạo trên khắp thế giới cùng với quan điểm của ông về tình trạng mới ở Trung Quốc:
- Trong thời đại của chúng ta có những quốc gia ở viễn đông, mà nhuộm đỏ với máu của những người tử vì đạo. Chúng ta được biết đến trường hợp của những người trung thành, bao gồm cả các sơ, những người truyền đạo, các linh mục địa phương và cả các giám mục bị đuổi ra khỏi nhà, tước đoạt của cải và phải di cư hay vị bắt giam tù hay đưa vào các trại tập trung, thỉnh thoảng bị giết chết một cách tàn bạo, bởi vì họ nhiệt tình với lòng tin của họ.
- Con tin chúng ta chứa đầy đau buồn khi chúng ta nghĩ tới những khổ sở, chịu đựng và cái chết của những người con yêu mến. Chúng ta không chỉ yêu mến họ với tình thương của người cha đối với con, mà còn tôn kính họ khi chúng ta hiểu được họ đã tử vì đạo. Chúa Jesus, người tử vì đạo đầu tiên, đã nói: "Nếu họ đàn áp tôi, họ cũng sẽ đàn áp các anh chị." [9]

Năm 1951, đại sứ giáo hoàng, tổng giám mục Riberi, bị trục xuất khỏi Trung Quốc. Chính phủ Trung Quốc định nghĩa phong trào 3 tự trị (Lãnh đạo, tài chính và giáo huấn). Từ khi các giám mục xem đó là một dự tính thù nghịch hầu để tổ chức các nhà tu và để từ bỏ tòa thánh mượn cớ là vì lòng yêu nước và tinh thần dân tộc, họ chống đối lại. Vào năm 1953, nhiều giám mục Trung Quốc và ngoại quốc, các linh mục và những người phụ tá bị bắt giam, nhiều người đã chết trong tù. Người ta không biết được con số chính xác.

### Giáo hoàng đối đáp
Giáo hoàng Piô XII, trong thông điệp vào ngày 7 tháng 10 năm 1954, báo cho các linh mục Trung Quốc biết là một nhà thờ quốc gia sẽ không còn là công giáo nữa. Về vấn đề tổ chức và tài chính tự trị thì ông mềm dẻo hơn, cho là việc truyền đạo và các hoạt động giúp đỡ tài chính chỉ là một việc chuyển tiếp. Việc huấn luyện các cơ sở nội địa và hình thành một giới tu hành luôn được ưu tiên. Đồng thời người ta không nên coi nhẹ sự rộng rãi của các tín đồ Kitô giáo khác, mà tài trợ các hoạt động truyền đạo. Các linh mục ngoại quốc tới Trung Quốc nhân danh là tín đồ của Jesus, chứ không phải là tay sai của các thế lực thù địch. Về vấn đề tự trị giáo huấn, ông đồng ý, nó phải khác biệt và thích ứng với người Trung quốc và với phong tục tập quán cổ truyền của họ.

## Hội Công giáo yêu nước Trung Quốc
Tháng 7 năm 1957, các đại biểu Trung Quốc đã thành lập Hội Công giáo Yêu nước Trung Quốc, cắt đứt những liên hệ với Tòa Thánh Vatican, bởi vì họ cho rằng Vatican là một dụng cụ của tư bản Hoa Kỳ (Mặc dù những giáo huấn xã hội Công giáo Rôma lên án cả chủ nghĩa tư bản lẫn xã hội chủ nghĩa và sự gây hấn. Những "khóa học cải tạo tình nguyện" kéo dài được lập ra cho các nhà tu và người theo đạo. Các linh mục và giám mục được khuyến khích học tập chủ nghĩa Mác-Lênin, những bài giáo huấn của chủ tịch Mao và các chính sách để mà chỉ dạy các tín đồ vào mỗi chủ nhật. Những thành phần mà họ xem "phản cách mạng" là các tu sĩ từ chối tham dự vào các "chương trình yêu nước".
Giám mục của Quảng Đông, Dominicus Tang là một trong những nhân vật nổi tiếng mà họ xem là "phản cách mạng". Từ năm 1957, ông đã bị giam tại gia, chỉ được tham dự "những buổi họp tôn giáo" kéo dài khoảng 2 cho tới 4 giờ. Bị bắt giữ vào ngày 5 tháng 2 năm 1958, ông bị buộc tội đã giảng dạy thông điệp của Giáo hoàng Piô XII Ad Sinarum gentem, được viết vào ngày 7 tháng 10 năm 1954 về tình trạng Giáo hội Công giáo ở Trung Quốc. Những giám mục ngoại quốc thì bị bắt giam, hay phải di tản, trục xuất. Sau khi tất cả các giám mục không tham gia Hội Công giáo Yêu nước bị bỏ tù, bị giết hoặc trục xuất, chính quyền cộng sản Trung Quốc tuyên bố là những giáo phận đó bị trống tòa và họ bắt đầu đưa người họ muốn vào vị trí giám mục để thay thế. Đó chính là bắt đầu xảy ra tranh chấp quyền bổ nhiệm, tấn phong giám mục giữa Tòa Thánh và chính quyền Trung Quốc. Lần lượt các giáo phận sau khi giám mục chính tòa bị tước quyền thì cả những người kế vị họ cũng bị bẳt giam, mặc dù có những phản đối mạnh mẽ của Giáo hoàng Piô XII, trong thông điệp gởi các hồng y cuối cùng của ông.